# Mar de Rhûn
En la obra de Tolkien, el Mar de Rhûn es un gran mar interior y endorreico situado al este de la Tierra Media, siendo un escenario de cierta importancia. Se ubica al noreste de Mordor y al este de Rhovanion; su nombre Rhûn significa “Este” y derivaría de un raíz común del sindarin y el quenya, RÔ, relacionada con “salida, o subida del sol”, que en quenya se escribe Rómen y en sindarin Amrûn. Su superficie aproximada es de unos 1000 km², y su anchura, de unos 300 km.
El Mar de Rhûn es alimentado por múltiples ríos, pero principalmente por el Celduin (el Río Rápido) y el Carnen (el Río Rojo). Sus costas occidentales están limitadas por un grupo de colinas cuyo nombre no figura en los mapas de Tolkien ni en el de Pauline Baynes, pero marcan el límite sur de Dorwinion. A 300 km al sur se hallan las estribaciones orientales de las Ered Lithui.
Sus costas orientales están limitadas por un gran bosque de pinos, situado al noreste, y posiblemente llamado Taur Rómen (Bosque Oriental), aunque el nombre pensado en principio por Tolkien fue Neldoreth, que fue descartado para luego nombrar así a uno de los bosques de Doriath en Beleriand. Desde las costas surorientales del Mar de Rhûn se extendía una amplia llanura, donde pastaban las vacas salvajes de Araw. En algunos mapas publicados se muestra la existencia de una isla de gran tamaño, cercana a las costas surorientales, que no fue nombrada.
Christopher Tolkien y otros expertos han argumentado que el Mar de Rhûn podría ser un vestigio del anterior Mar de Helcar (La Guerra de las Joyas, pg. 174). Karen Wynn Fonstad recogió esta idea en su Atlas de la Tierra Media. En Los Pueblos de la Tierra Media hay referencias al Mar de Rhûn existiendo durante la Primera Edad, aunque no se establece ninguna identificación cierta con el Mar de Helcar.

## Historia
Tanto los Elfos como los Hombres, que realizaron el viaje al occidente de la Tierra Media desde sus lugares de despertar, se encontraron con esa formidable barrera natural que era el Mar de Rhûn y moraron temporalmente en sus costas. 
De las tres huestes élficas que iniciaron el Gran Viaje, los Teleri fueron los que más tiempo se quedaron a orillas del mar, que significó un gran obstáculo en el camino a Valinor. Los miembros de la hueste de Elwë y Olwë cruzaron el mar en barcas que construyeron con maderas de los bosques de la orilla oriental. Se dice que Círdan se destacó en el arte de construir barcos, cuando su pueblo se enfrentó al Mar Interior.
En cuanto a los Edain, fue el pueblo de Hador quien más tiempo vivió en las costas del Mar de Rhûn, al que describían como (…) un mar demasiado ancho para ver el otro lado; no tenía mareas, pero sufría grandes tormentas…”. En los bosques que se extendían al noreste, el pueblo de Bëor también vivió durante un tiempo en las cercanías del Mar Interior, habiendo llegado antes que los hadorianos e instalándose a los pies de las grandes colinas del sudoeste. Ambos pueblos se enteraron de la existencia del otro cuando los primeros “(…) aprendieron el arte de la construcción de barcos…”, y descubrieron que “(…) una parte de su hueste, de la que se habían separado, habían llegado al mismo mar…”; aunque “(…) rara vez se encontraban e intercambiaban noticias…”
- Datos: Q3101970